# حيرام هاميلتون وارد
حيرام هاميلتون وارد (بالإنجليزية: Hiram Hamilton Ward)‏ (و. 1923 – 2002 م) هو محام، وقاض من الولايات المتحدة الأمريكية .